# 国債本位制
- 貨幣制度 > 国債本位制

国債本位制（こくさいほんいせい）とは、その国の中央銀行が発行する貨幣が、その国の政府が発行し中央銀行が保有している国債に裏付けられているという貨幣制度である。

## 国債本位制を成り立たせる条件
その国の中央銀行が発行する貨幣（当座預金、中央銀行券）によって、その国の政府が発行する国債（元本保証と金利保証がある）を購入できるし、その国債をその国の中央銀行が発行する貨幣（当座預金、中央銀行券）に交換することもできるし、その貨幣によって物やサービスをその国において十分に購入できるために必要な、生産と流通と決済の仕組みが維持されている事である。

## 国債本位制の仕組み
金本位制において中央銀行が要求に応じて中央銀行券をその裏付けである金（Gold）と交換できるだけの十分な量の金（Gold）を資産として保有していたように、国債本位制においては中央銀行が要求に応じて貨幣（当座預金、中央銀行券）を国債に交換できるように、十分な額の国債を資産として保有する事が必要である。
中央銀行が国債を資産として保有する仕組みを説明する。
まずは政府が国債を発行しなければならない。
政府が発行した国債を民間銀行等はその民間銀行などが中央銀行に保有する当座預金を原資として購入する。
そうすると、政府が中央銀行に保有する当座預金口座に国債の売却代金が入金するとともに、民間銀行等が中央銀行に保有する当座預金の残高が国債購入代金分だけ減る。
次に、中央銀行は無から創造した資金を用いて民間銀行等から国債を購入する。そうすると、民間銀行等が中央銀行に保有する当座預金の残高が国債の売却代金分だけ増える。
一方、政府は政府が中央銀行に保有する当座預金を用いて政府支出をする。そうすると、政府が中央銀行に保有する当座預金の残高が減る。
しかし、政府支出は民間経済の中を循環して民間銀行の口座に銀行預金として集まる。
その銀行預金の残高に応じて、民間銀行が中央銀行に保有する当座預金が増える。
このようにして、中央銀行の資産としての国債と負債としての当座預金が増える。
当座預金の一部は引き出されて中央銀行券として民間経済に流通するが、中央銀行券も当座預金もは中央銀行の負債である。
国債本位制においては、中央銀行が発行する貨幣（当座預金、中央銀行券）は中央銀行の負債に計上され、国債は中央銀行の資産に計上される。
そして、中央銀行は民間銀行等からの求めに応じて、民間銀行等が中央銀行に有する当座預金を国債に交換する。
国債は民間銀行等にとっては金利の付く元本保証の魅力的な資産となるとともに国債をやりとりする国債振替決済も行なえる。しかし、これは民間企業間の決済には使いづらい。そこで、民間銀行等は当座預金と中央銀行券を決済には使用している。必要に応じてそれらを国債に変換することも行なう。

## 金本位制と国債本位制の比較
金本位制での貨幣発行において中央銀行が貨幣の裏付けとなる金（Gold）を十分に保有していたのと同様に、国債本位制においては、その国の中央銀行はその国の国内総生産額が大きくなるほどに大きな額の国債を保有しておく必要がある。そのため、その国の中央銀行は保有した国債の償還を政府に対して原則としては要求しない。

## 国債本位制の現状
2020年9月時点では、国債本位制を採用していると明示的に宣言している政府も中央銀行も存在していないが、その国の中央銀行が保有する国債発行残高が増え続けながらも過度なインフレになっていない国は、実質的には国債本位制を実現していると言える。

## 国債本位制の効果
国債発行によって政府支出の財源が十分に確保できるだけでなく、国内総生産（GDP）の額と国債発行額がバランスしている限り中央銀行は政府に対して国債の元金についても金利についても支払いを求めないので、政府が増税や緊縮財政に陥る危険がなくなり健全な経済成長が可能となる。
政府は中央銀行が発行する貨幣（当座預金、中央銀行券）の信任の維持と国内総生産（GDP）の成長のためには、国債を安定的に中央銀行に供給して、中央銀行が保有する国債の額を安定的に増加させるとともに財政支出を拡大する事が必要となる。
政府がこの仕組みを理解しないまま、中央銀行が保有する国債の元金および金利を返済するために税収をあてるならば、それは民間経済から貨幣を吸い取っては貨幣を消滅させることになるので、その国の経済は必然的にデフレに向かうことになる。